# سامسونج SPH-i700
سامسونج SPH-i700 هو هاتف محمول من إلكترونيات سامسونج يعمل بنظام ويندوز موبايل.

## الخصائص
- نظام التشغيل: ويندوز موبايل
- الشاشة: إل سي دي 240 × 320
- المعالج: 300 ميجا هرتز
- الذاكرة: 128 ميجابايت